# Saint-Laurent-des-Bâtons
Saint-Laurent-des-Bâtons è un comune francese soppresso del dipartimento della Dordogna nella regione della Nuova Aquitania. Dal 1º gennaio 2016 si è fuso con il comune di Sainte-Alvère per formare il nuovo comune di Sainte-Alvère-Saint-Laurent-les-Bâtons di cui è divenuto comune delegato.

## Società

### Evoluzione demografica
Abitanti censiti